# 圣保罗座堂
圣保罗座堂（英語：St Paul's Cathedral；另譯為圣保罗大教堂），是英国圣公会伦敦教区的主教座堂，坐落于伦敦市，巴洛克建筑的代表，以其壮观的圓頂而闻名。现存建筑建于17世纪。
原址教堂最初建立於西元604年，早期建築多次遭火災與海盜破壞，直至1087年後情況才有改觀。舊聖保羅座堂於1148年完成，而後維持了數百年的榮境，在中世紀成為信仰中心。
十六世紀宗教改革的浪潮中，原本的聖保羅教堂（哥特式建築）從建築結構到內部組織都受到了強烈的衝擊，1561年閃電擊中了教堂代表性的尖塔，火焰毀損了主要木造結構，雖有修復計畫，又因內戰停擺並未完成。1650年代，建築已處於嚴重失修的狀態，直至1666年倫敦大火，教堂建築幾乎付之一炬。
1675年教堂開始重建，主要建築師為克里斯多佛·雷恩，修建完成的主要外部樣式即為現在所見的巴洛克式樣貌。

## 前身
伦敦主教区成立于604年，位于拉德蓋特山，同時第一座聖保羅大教堂也由肯特的艾塞尔伯特建立起來，主保聖人圣保罗。第一座大教堂可能是在7世紀末被毀，然後重建。第二座大教堂又在961左右年被维京人摧毁，隨後建起了第三座聖保羅大教堂。决策无方者埃塞尔雷德葬於此地，1087年倫敦發生火災，教堂被燒毀。
威廉·卡姆登曾说在更早以前，这里还有一座祭祀狄安娜的罗马神庙。但后来克里斯托弗·雷恩修造新圣保罗时并没有发现任何神庙遗址，现代考古学家也不再支持卡姆登的说法。

### 老圣保罗

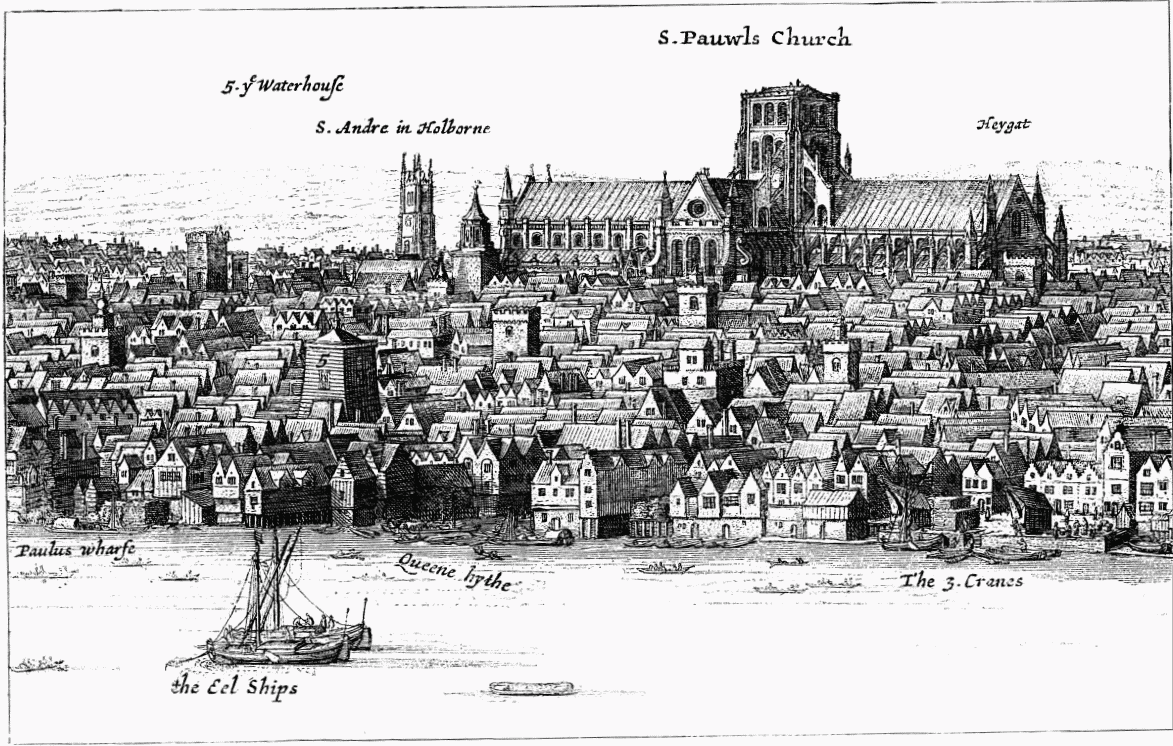
从泰晤士河看老圣保罗座堂，1630—1666年之间
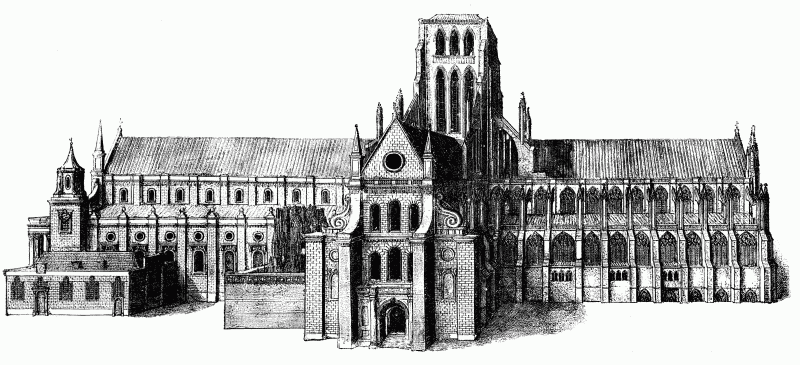
从南面看老圣保罗座堂，1630—1666年之间
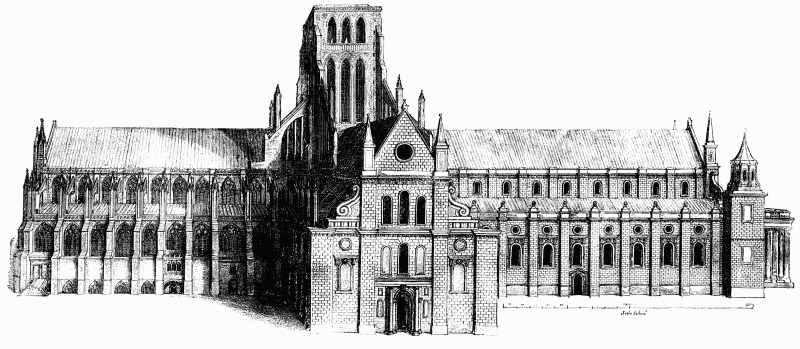
从北面看老圣保罗座堂，1630—1666年之间
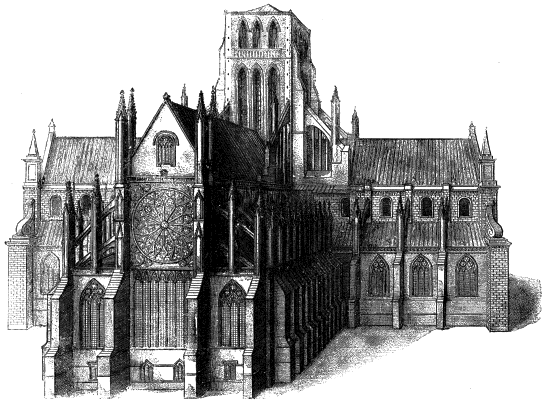
从东面看老圣保罗座堂，1630—1666年之间
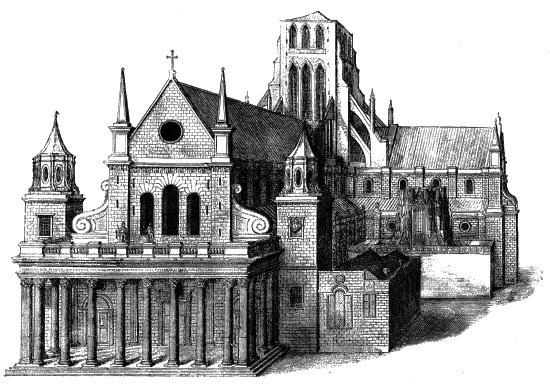
从西面看老圣保罗座堂，1630—1666年之间
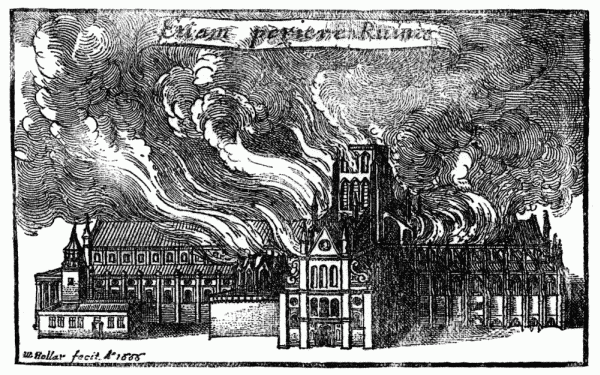
大火中的老圣保罗座堂，1666年
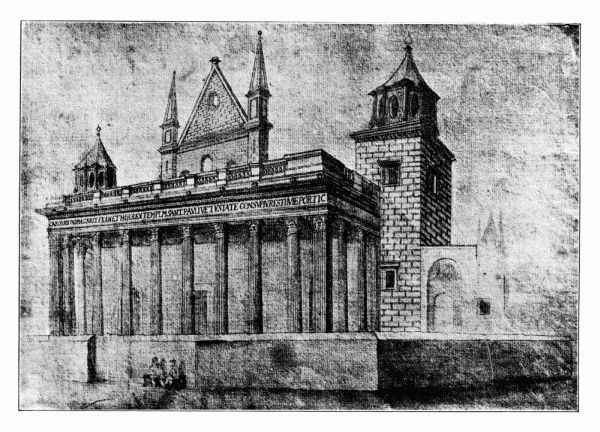
大火后的老圣保罗座堂，1666年

第四座聖保羅座堂，即“老聖保羅”（Old St Paul's）在1087年大火之後開始建造，花費約200年時間才建成。它在伦敦大火中被毁。

## 现在的圣保罗

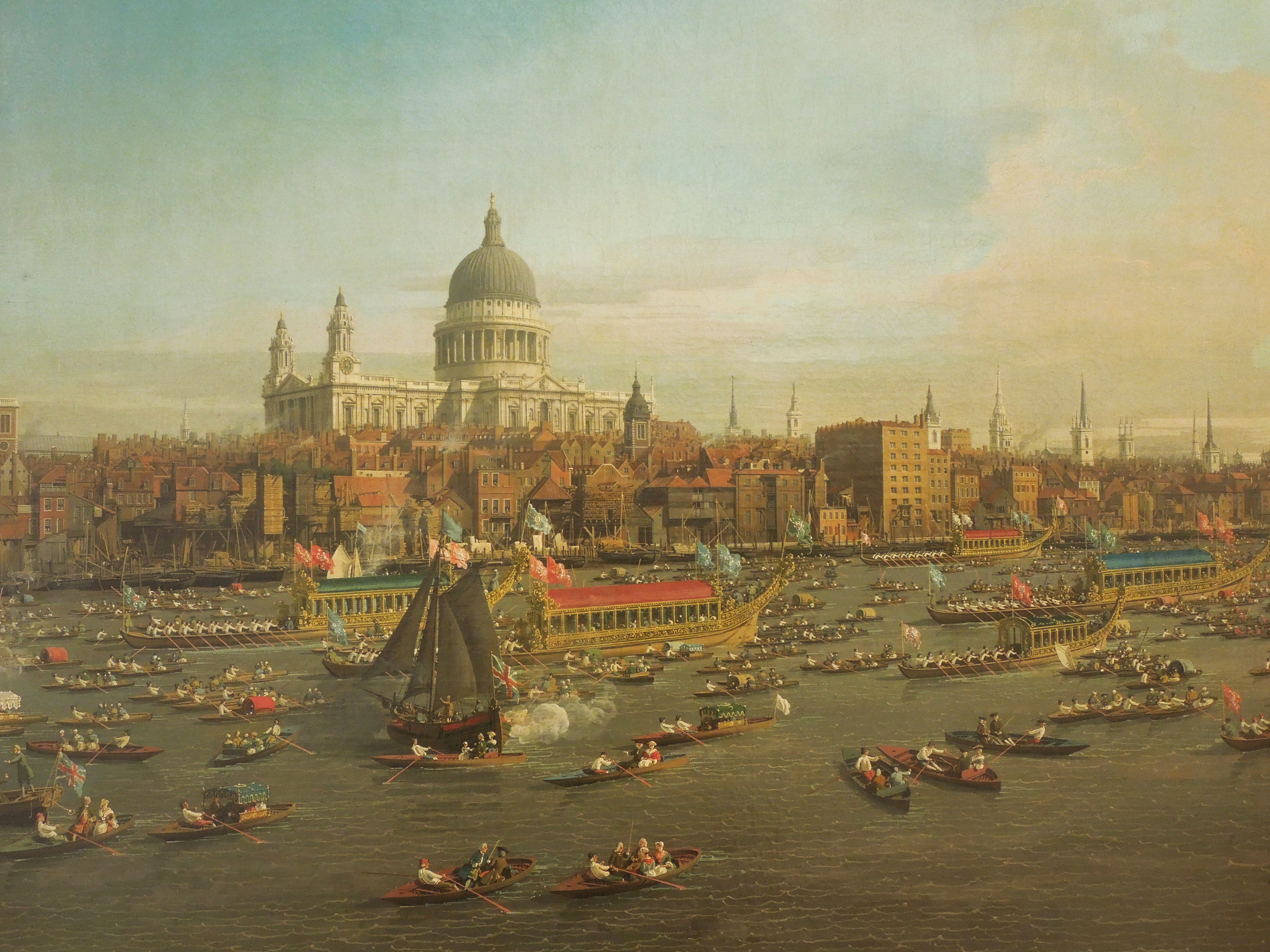
《市长日的泰晤士河和圣保罗大教堂》（The River Thames with St. Paul's Cathedral on Lord Mayor's Day），卡纳莱托绘，1746-47

在1661年，克里斯多佛·雷恩就曾建议政府修缮老圣保罗，认为应该把内外替换成古典主义风格，把原先的高塔被替换成圆顶。老圣保罗被毁后，雷恩在1669年1月30日为政府委任修造新的圣保罗大教堂，这是雷恩修复过的伦敦大火中被毁的50座教堂之一。1708年10月26日教堂封顶，议会在1711年12月25日（圣诞节）正式宣布建筑完工。但实际上建筑工作在之后的几年里一直在继续，1720年代教堂顶上的雕塑才安好。这场工程花费极其高昂，1716年时已达1,095,556镑（合2021的£1.74億）。

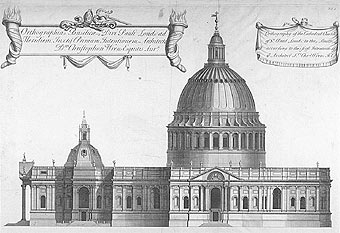
雷恩按照希腊十字的原始設計
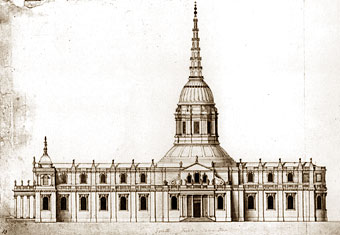
雷恩1675年允許施工的设计
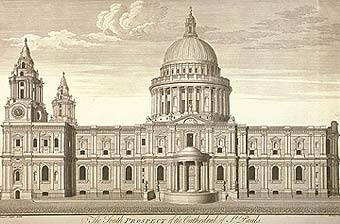
最后建成的主教座堂

它在1940年10月10日和1941年4月17日被炸弹击中仍然幸存。实际上1940年9月12日它就被击中过一次，但那枚炸弹没有爆炸，随后被皇家工兵部队花了三天时间挖出来运走。如果炸弹爆炸，整个大教堂都会被摧毁。它被运送到安全之处引爆后，留下了一个直径100-英尺（30-）的大坑。指挥是次行动的罗伯特·戴维斯（Robert Davies）中尉和参与拆除的工程兵乔治·卡梅隆·威利（George Cameron Wylie）均因此获得一枚乔治十字勋章。
英国王室在西敏寺举办大多数重要婚礼、洗礼和葬礼，但查尔斯王子和黛安娜王妃的婚礼却在1981年7月29日于圣保罗座堂举行。
1996年大教堂开始修缮圆顶，2011年6月15日修复工程才结束。

## 教堂功能

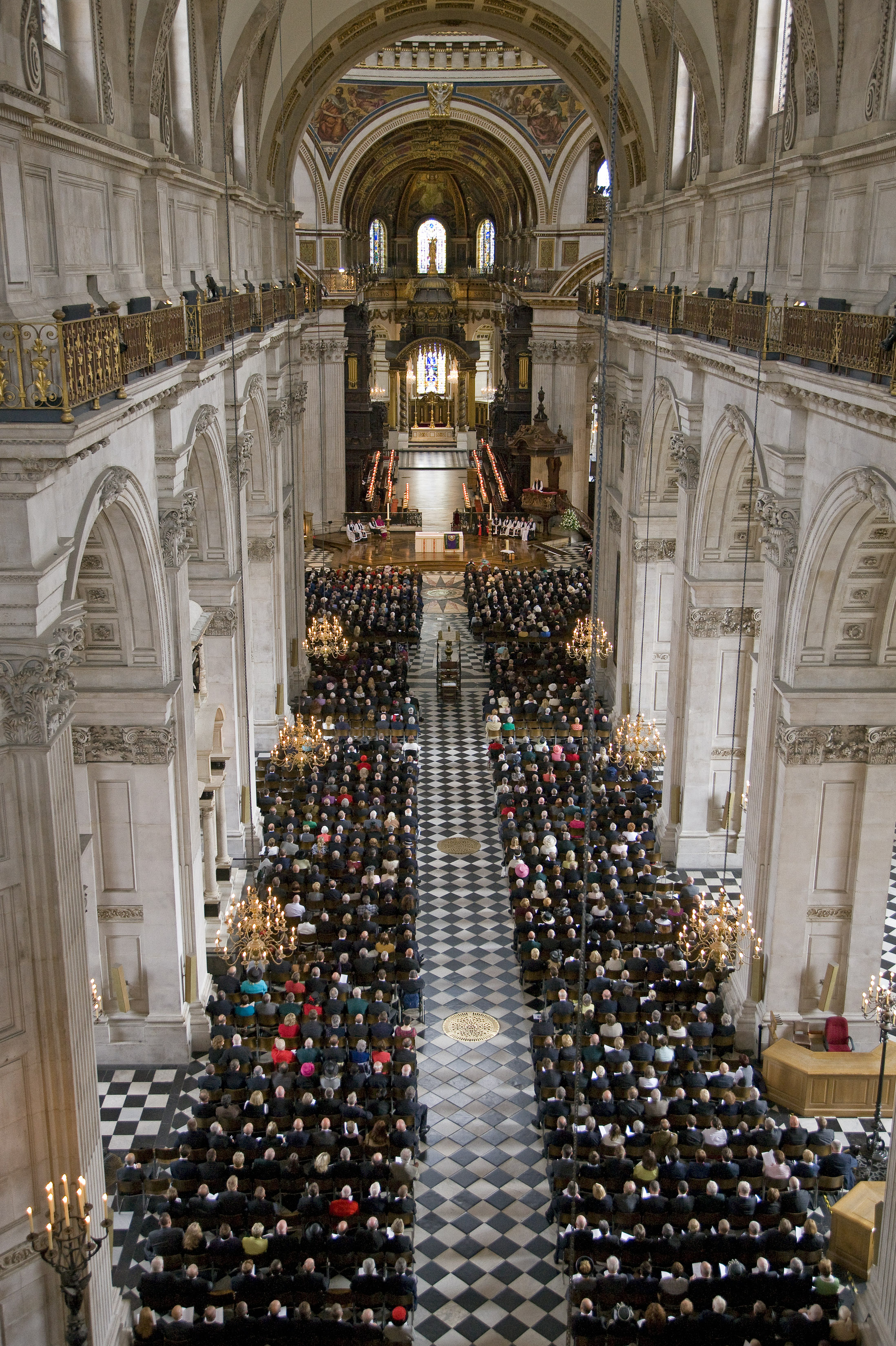
2008年大教堂里举行的一个老兵纪念仪式

大教堂每天举行四到五次宗教禮仪，这包括早祷崇拜、圣餐崇拜、頌唱晚禱崇拜等。大教堂和伦敦市的法团等机构有合作，成为后者举办一些特殊活动的地方。此外，一些皇家仪式（如伊丽莎白二世的钻禧庆典）也在这里举办。它一般情况下每天都对游客开放，并举办音乐会等文艺活动。

## 建筑

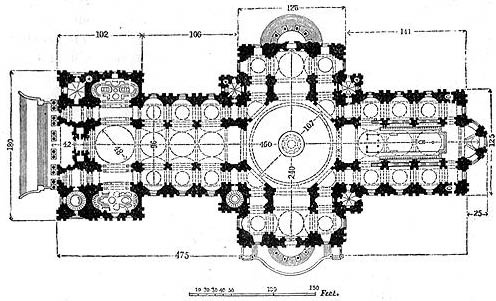
结构图

### 外部
大教堂最明显的外部特征是它巨大的穹顶，雷恩设计穹顶的灵感来自他参观过的圣彼得大教堂和聖寵谷教堂。加上顶上的十字架，穹顶高365英尺（111）。20世纪末为止，它是伦敦的最高建筑。很多英国的学者、作家都对穹顶的宏伟赞美有加。尼古拉·佩夫斯纳就说这可能是世界上最完美的穹顶之一。 

### 内部
教堂中殿高91英尺（28），长223英尺（68），宽121英尺（37），装饰极为繁复。唱诗台周围的镶嵌画是威廉·布莱克·里奇蒙绘制的。